# Farid Esack
Farid Esack est un universitaire, écrivain et activiste politique sud-africain musulman engagé contre l'apartheid.

## Enfance et formation
Il est né en 1955 à Bonteheuwel, dans la plaine du Cap, dans une famille d'origine indo-pakistanaise. Il a été forcé de déménager avec sa famille à cause du Groups Area Act, qui forçait les minorités à quitter les zones les plus riches pour habiter les plus arides. Il connaît la misère, obligé de faire les poubelles pour survivre. Mais il fait aussi l'expérience de la solidarité entre gens de confessions religieuses différentes, notamment les chrétiens. Ces expériences permettent de mieux comprendre le sens de son engagement politique ultérieur.
Par chance, il obtient une bourse qui lui permet de suivre des études en sciences islamiques à Karachi, au Pakistan, à partir de 1974. Il décroche une maîtrise. Il adhère au mouvement piétiste Tabligh, mais se lie également avec les étudiants chrétiens. C'est à cette époque qu'il découvre les idées de Fazlur Rahman. Il étudie par la suite à Birmingham pour préparer sa thèse de doctorat. Il est aujourd'hui chef du Département d'études religieuses à l'Université de Johannesburg.

## Un musulman contre l'apartheid
En 1982, il revient vivre en Afrique du Sud. Il s'engage contre l'apartheid en créant le mouvement musulman progressiste The call of islam. La lutte est non-violente et apolitique. Farid Esack est soucieux de défendre les libertés des hommes, quelle que soit leur confession.
En 1989, il publie son premier livre, Mais Moïse vint à Pharaon, où il exprime sa tristesse de voir que les musulmans d'Afrique du Sud, moins mal lotis que d'autres ethnies, se montrent peu enclins à combattre l'apartheid. Esack rappelle la dimension sociale de l'islam : le musulman se caractérise selon lui par le souci de faire le bien et de s'engager pour la justice ; la foi ne suffit pas, mais doit se manifester par les œuvres.
Il est membre, outre de Call of islam, du Front Démocratique Uni, de la Conférence mondiale des religions pour la paix et de l'Organization of People against Sexism. Il est nommé à la Commission pour l'égalité des sexes par Nelson Mandela. En 1995, il est consulté sur le bien-fondé du projet d'introduire des dispositions particulières pour les musulmans d'Afrique du Sud dans le nouvelle Constitution. Il s'oppose fermement à l'idée de mêler la chari'a à la politique. Cela lui vaudra des inimitiés de la part des islamistes.

## Lecture du Coran
Une partie importante de l'œuvre de Farid Esack est consacrée à l'interprétation du Coran. À la suite de F. Rahman, il souligne le caractère historique du Message et insiste sur la nécessité de comprendre le Texte à la lumière des circonstances historiques de sa révélation. Il note en particulier que la Révélation a été progressive, puisqu'elle s'est étendue sur une période de plus de vingt ans, ce qui rend nécessaire la prise en compte de l'évolution des circonstances pour une lecture compréhensive du Texte. Il introduit l'idée d'une dialectique, c'est-à-dire d'une interaction réciproque entre la révélation et la communauté qui la reçoit : l'enseignement du Prophète produit un effet sur ses auditeurs, ce qui change donc le contexte de réception, et l'enseignement évolue en fonction de ce contexte.
Insister sur le caractère historique de la Révélation ne veut pas dire pour autant que la valeur du message prophétique est limitée au VIIe siècle en Arabie. Il faut au contraire réinterpréter le Coran pour lui donner un sens contemporain. Pour cela, il faut selon Esack discerner ce qui, dans le Texte, constitue l'essentiel, valable encore aujourd'hui, et ce qui avait une signification par rapport au contexte de l'époque du Prophète.

## Polémique
Farid Esack a refusé de condamner les attentats terroristes commis à Paris en novembre 2015.

## Œuvres
- But Musa went to Fir'aun! A Compilation of Questions and Answers about the Role of Muslims in the South African Struggle for Liberation. (South Africa, 1989)  (ISBN 0-620-14105-0)
- Qur'an, Liberation and Pluralism: An Islamic Perspective of Interreligious Solidarity Against Oppression, Oxford, 1997  (ISBN 1-85168-121-3).
- On being a muslim: Finding a Religious Path in the World Today, Oxford, 1999  (ISBN 1-85168-146-9).
- Coran, mode d'emploi, traduit par Jean-Louis Bour, Albin Michel, 2004  (ISBN 978-2226151810).

### Note
1. ↑  1957 selon Rachid Benzine ; 1955 ou 1959 selon d'autres sources.